# Vermivora
Vermivora é um gênero de aves da família Parulidae.

## Espécies
As seguintes espécies são reconhecidas:
- Vermivora bachmanii (Audubon, 1833)
- Vermivora chrysoptera (Linnaeus, 1766)
- Vermivora cyanoptera Olson & Reveal, 2009